# Zadečku, vrať se
Zadečku, vrať se je 21. díl 7. řady amerického animovaného seriálu Futurama. Ve Spojených státech měl premiéru 31. července 2013 na stanici Comedy Central a v Česku byl poprvé vysílán 8. ledna 2015 na Prima Cool.

## Děj
Posádka Planet Expressu dostane za úkol doručit zásilku na planetu gangů, kde dominují dva hlavní gangy – Traloci a Žryskáči, kteří se rozlišují podle rozmístění barev na oblečení – modrá vlevo a červená vpravo a naopak. Obsah zásilky měl zůstat posádce utajen, ale Leela se po cestě rozhodne bednu otevřít a zjistí, že v ní jsou střelné zbraně a Bender jim ohne hlavně. Po přistání jdou Fry a Leela předat úmyslně poškozenou zásilku a Bender dostane za úkol pohlídat loď. Leela a Fry uvidí odraz Traloků v zrcadle a myslí si proto, že jsou to Žryskáči a obrátí si tričko. Na místo následně přijdou oba gangy a vysvětlí se, že ta bedna je dárkem od Žryskáčů pro Traloky jako symbol míru. Situace se ale vyhrotí a kvůli ohnutým hlavním se každý zastřelí.
Když se Leela a Fry vrátí k lodi, zjistí že někdo Bendera okradl o jeho tělo, zbyly mu jen oči a hlava. Hermes zkusí použít čip, který má na sobě Bender, aby jeho tělo lokalizoval. U nelegálního prodejce robodílů se jim podaří nalézt Benderovu hlavu, ale zbytek se již rozprodal. Podaří se jim získat seznam zákazníků a díky němu postupně získávají Benderovy součástky – anténu, trup, ruce a nohy. Zbývá už jen jeho „zadek“, který údajně odplul na vesmírné lodi, která ztroskotala. Fry, Leela a Bender se vydají na místo ztroskotání, ale narazí do majáku, v němž bydlí Tarquin, který jim pomůže v troskách najít Benderovu chybějící součástku. Večer na majáku Bender poprosí Frye, aby ho vyfotil, jak „líbá svůj naleštěný zadek“. To vytvoří záblesky, které jsou daleko silnější než maják a zachrání blížící se loď před srážkou. Tarquin požádá Bendera, jestli by mu nemohl nechat svůj zadek jako zrcadlo do jeho majáku. S těžkým srdcem na to Bender přistoupí. Tarquin ale začne předčítat z Bible, což Benderův zadek nesnese a uletí zpět k Benderovi.

## Kritika
The AV Club dal tomuto dílu známku C+. Max Nicholson z IGN udělil dílu hodnocení „dobré“ se  7,5 body z 10 a uvedl: „Benderův zadek se tento týden ve Futuramě stal středem pozornosti a ve skutečnosti to docela fungovalo.“ Kritici Cinema Blend naopak řekli, že „na rozdíl od jiných dílů, tento postrádá vlastnosti, díky nimž je Futurama výjimečná“.